# دار الشروق
دارالشروق (انگلیسی: Dar Shorouq) شرکت انتشارات مصری است، که در سال ۱۹۱۸ توسط علی مصطفی مشرفه تأسیس شد.